# 송장헤엄치게
송장헤엄치게 또는 송장헤엄치개는 물속에 사는 수서곤충이다. 몸을 뒤집어서 헤엄치는 모습이 마치 송장과 같아서 송장헤엄치게라고 불린다. 주로 연못이나 개울에 살며
작은 물고기나 올챙이, 수면에 떨어진 곤충들을 잡아먹는다.

## 특징
송장헤엄치게는 뒷다리가 길고 튼튼하며 잔털이 나 있다. 그리고 방향을 바꿀 때에는 한쪽 다리만 사용한다. 주 먹이는 어린 물고기나 올챙이 등이다.